# ウクライナ共産党
ウクライナ共産党（ウクライナきょうさんとう、ウクライナ語: Комуністична партія України）は、ウクライナの共産主義政党。指導者はペトロ・シモネンコ（共産党中央委員会一等書記）。

## 歴史

2015年の非合法化以前に使用されたKPUの旧ロゴは、鎌と槌が描れていた。

1918年にロシア共産党の一派として創立。その後、ソビエト連邦共産党の一部となる。ソ連時代中、ウクライナ共和国の政権を独占していた。1990年ウクライナ最高議会選挙で第一党となるも、1991年にウクライナが独立を勝ち取ると非合法化された。1993年、ドネツクで行われたウクライナ共産党大会において、シモネンコらにより再び創立された。
ソ連崩壊のウクライナ経済の低迷とハイパーインフレを背景に1994年ウクライナ最高議会選挙や1996年ウクライナ最高議会選挙でも第一党であり、特にウクライナの東部・南部を中心に支持率を得ていたが、2002年ウクライナ最高議会選挙では第3党となった。
2000年にはレオニード・クチマ大統領を支持していたミハイロ・サヴェンコらが離脱してウクライナ共産党 (革新)を結成した。翌2001年にはオレクサンドル・ヤコヴェンコらが離脱して労農共産党を結成した。
2007年ウクライナ最高議会選挙に参加して当選し27議席を獲得した。社会主義の他にロシア連邦との協力やロシア語の国語化などを唱えている親露派でもあり、同じ親露派の地域党と手を組んでヤヌコビッチ政権の与党となった。2012年ウクライナ最高議会選挙では32議席を獲得している。
2014年ウクライナ騒乱による親欧米政権の誕生に伴い、共産党の議会内での立場が苦しいものとなり、親欧米諸党派は共産党を議会から締め出すよう提案し、2014年7月24日にオレクサンドル・トゥルチノフ最高議会議長が共産党の議席を没収することを勧告、同日をもって共産党は全議席を失った。
2014年10月26日に行われたウクライナ最高議会選挙に参加したが、議席を得るために必要（阻止条項）な5％以上の得票率を得られず、議席獲得はならなかった。
2015年4月にウクライナの脱共産主義化推進のため「共産主義・ナチズム宣伝禁止法」など4つの法律が成立したのを受けて共産党は一切の政治的権利を剥奪され、同年12月16日にキエフの行政裁判所により解散命令が出された（サヴェンコの「革新」、労農共産党も同年9月30日に解散命令が出された）。これに対して共産党は告訴したが、翌2016年1月にウクライナ最高裁判所はこの命令を認めた。これに対して、共産党は欧州人権裁判所に提訴した。共産党はウクライナの行政控訴裁判所にも控訴した。
2019年2月、ウクライナ中央選挙委員会は、「共産主義・ナチズム宣伝禁止法」違反を理由にウクライナ共産党の指導者ペトロ・シモネンコの2019年ウクライナ大統領選挙の候補者としての登録を拒否したと発表した。
2022年ロシアのウクライナ侵攻後の2022年5月16日にはキーウの第6行政控訴裁判所により共産党の控訴が却下され、解散命令を命じた判決が確定した。そして同年7月6日、リヴィウの第8行政控訴裁判所の判決を受けてウクライナ政府はウクライナ共産党を恒久的に禁止し、党の資産は国有化された。ウクライナから分離したドネツクでは、旧ウクライナ共産党でドネツクの地区の責任者だったボリス・リトヴィノフによって結成されたドネツク人民共和国共産党が活動していた。指導者のシモネンコはロシア支持の立場をとっていたが、キーウ攻勢最中の同年3月にロシア連邦軍の特殊部隊の支援でベラルーシ経由でロシアへ逃亡し、ロシアでシモネンコは共産党連合＝ソビエト連邦共産党の副議長に任命された。

## 党勢
| 年   | 政党名簿  | 政党名簿 | 政党名簿       | 選挙区数 | 合計 （全議席数） | 増減 | 政府       |
| ---- | --------- | -------- | -------------- | -------- | ----------------- | ---- | ---------- |
| 年   | 得票数    | %        | 獲得した議席数 | 選挙区数 | 合計 （全議席数） | 増減 | 政府       |
| 1994 | 3,683,332 | 13.6%    |                | 86/450   | 86 / 450          | 86   | 与党       |
| 1998 | 6,550,353 | 25.4%    | 84/225         | 27/225   | 121 / 450         | 35   | 少数派支持 |
| 2002 | 5,178,074 | 20.8%    | 59/225         | 7/225    | 66 / 450          | 55   | 反対党     |
| 2006 | 929,591   | 3.7%     | 21/450         | N/A      | 21 / 450          | 45   | 連立与党   |
| 2007 | 1,257,291 | 5.4%     | 27/450         | N/A      | 27 / 450          | 6    | 反対党     |
| 2012 | 2,687,246 | 13.2%    | 32/225         | 0/225    | 32 / 450          | 5    | 少数派支持 |
| 2014 | 608,756   | 3.87%    | 0/225          | 0/198    | 0 / 450           | 32   | 議会外     |